# Elnaz Rekabi
Elnaz Rekabi (en persa: الناز رکابی‎, 20 de agosto de 1989) es una escaladora deportiva iraní. Participó en el Campeonato Mundial de Escalada IFSC 2021, siendo galardonada con la medalla de bronce en el evento combinado femenino.
Participó en el Campeonato Asiático de Escalada de la IFSC de 2022 sin hiyab en protesta por la muerte de la activista Mahsa Amin, donde terminó en cuarta posición. Al día siguiente su familia y la prensa informaron de su presunta desaparición al acudir a la embajada de Irán en Seúl. Por su parte, las autoridades consulares comunicaron que Rekabi se encontraba regresando a Teherán junto a parte del equipo deportivo.
En marzo de 2025 varios medios iraníes, que citaron como fuente a un hermano de Rekabi, informaron de que la escaladora iraní se había exiliado en España debido a las represalias sufridas en su país tras su regreso del Campeonato Asiático de Escalada en Seúl de 2022.

## Reconocimientos
En 2022, Rekabi fue una de las mujeres incluidas en la lista anual 100 Women de la BBC.

## Palmarés internacional
| Campeonato Mundial  | Campeonato Mundial | Campeonato Mundial | Campeonato Mundial |
| Año                 | Lugar              | Medalla            | Prueba             |
| ------------------- | ------------------ | ------------------ | ------------------ |
| 2021                | Moscú              | Medalla de bronce  | Prueba combinada   |
| Campeonato Asiático |                    |                    |                    |
| Año                 | Lugar              | Medalla            | Prueba             |
| 2013                | Teherán            | Medalla de plata   | Boulders           |
| 2014                | Lombok             | Medalla de bronce  | Dificultad         |
| 2016                | Duyun              | Medalla de bronce  | Relevo velocidad   |